# Kathleen Raine
Kathleen Jessie Raine é uma poeta e escritora britânica.

### Poemas
- Stone And Flower, (p.u.), 1943
- Living in Time, (p.u.) 1946
- The Pythoness. (p.u.), 1949.
- The Year One: Poems, H. Hamilton, 1952
- The Hollow Hill: and other poems 1960–1964, H Hamilton, 1965
- Six Dreams: and other poems, Enitharmon, 1968
- Penguin Modern Poets 17, Penguin, 1970
- Lost Country, H. Hamilton, 1971
- On a Deserted Shore, H. Hamilton, 1973
- The Oracle in the Heart, and other poems, 1975–1978, Dolmen Press/G. Allen & Unwin,  1980
- Collected poems, 1935–1980, Allen & Unwin, 1981
- The Presence: Poems, 1984–87, Golgonooza Press, 1987
- Selected Poems, Golgonooza Press 1988
- Living with Mystery: Poems 1987-91, Golgonooza Press, 1992
- The Collected Poems of Kathleen Raine, ed. Brian Keeble, Golgonooza Press, 2000

### Poesias
- Defending Ancient Springs, 1967
- Thomas Taylor the Platonist. Selected Writings, Raine, K.  and Harper, G.M., eds., Bollingen Series 88, London: Routledge & Kegan Paul, 1969 (also pub. Princeton University, USA).
- Blake and Tradition, 2 Volumes, Routledge & Kegan Paul, 1969
- William Blake, The World of Art Library - Artists, Arts Book Society, Thames and Hudson, London, 1970 (216 pp, 156 illustrations),
- Yeats, the Tarot and the Golden Dawn, Dolmen Press, 1973
- The Inner Journey of the Poet, Golgonooza Press, 1976
- From Blake to a Vision, (p.u.), 1979
- Blake and The New Age, George Allen and Unwin, 1979
- Blake and Antiquity, Routledge & Kegan Paul, 1979 (an abbreviation of the 1969 Blake and Tradition; republished in 2002 by Routledge Classics with a new introduction by Raine)
- Yeats the Initiate, George Allen & Unwin, 1987
- W. B. Yeats and the Learning of the Imagination, Golgonooza Press, 1999.
- Seeing God Everywhere: Essays on Nature and the Sacred (World Wisdom, 2004) (contributed essay)
- The Betrayal of Tradition: Essays on the Spiritual Crisis of Modernity (World Wisdom, 2005) (contributed essay)

### Autobiografias
- Farewell Happy Fields, Hamilton/G. Braziller, 1974
- The Land Unknown, Hamilton/G. Braziller, 1975
- The Lion's Mouth, Hamilton/G. Braziller, 1977. autob.
- Autobiographies, ed. Lucien Jenkins, Skoob Books, 1991

### Biografias
No End to Snowdrops, Philippa Bernard. Shepheard-Walwyn (Publishers) Ltd, 2009